# فابريسيو (لاعب كرة قدم مواليد 1986)
فابريسيو (بالبرتغالية: Fabricio Ramos Melo) هو لاعب كرة قدم برازيلي في مركز الوسط، ولد في 13 يونيو 1986 في تومي أكو في البرازيل. لعب مع بورصة سبور.

## وصلات خارجية
- فابريسيو (لاعب كرة قدم مواليد 1986) على موقع اتحاد تركيا (لاعب) (الإنجليزية)
- فابريسيو (لاعب كرة قدم مواليد 1986) على موقع قاعدة بيانات كرة القدم.إي يو (الإنجليزية)
- فابريسيو (لاعب كرة قدم مواليد 1986) على موقع Soccerway.com (الإنجليزية)